# Густавув (гміна Фалкув)
Густавув (пол. Gustawów) — село в Польщі, у гміні Фалкув Конецького повіту Свентокшиського воєводства.
Населення — 124 особи (2011).
У 1975-1998 роках село належало до Пйотрковського воєводства.

## Демографія
Демографічна структура на день 31 березня 2011 року:
|          | Загалом | Допрацездатний вік | Працездатний вік | Постпрацездатний вік |
| -------- | ------- | ------------------ | ---------------- | -------------------- |
| Чоловіки | 65      | 18                 | 42               | 5                    |
| Жінки    | 59      | 12                 | 30               | 17                   |
| Разом    | 124     | 30                 | 72               | 22                   |